# Скуинь, Елена Петровна
Скуинь Елена Петровна (2 апреля 1908, Екатеринодар, Российская империя — 12 февраля 1986, Ленинград, СССР) — советская художница, живописец, график, педагог, член Ленинградской организации Союза художников РСФСР.

## Биография
Скуинь Елена Петровна родилась 2 апреля 1908 года в Екатеринодаре (ныне — Краснодар) в семье учителя, приехавшего на Кубань из Риги. После школы-девятилетки в 1926—1930 годах училась в Кубанском педагогическом техникуме, где приобрела первые профессиональные навыки живописца. После его окончания в 1930—1931 годах преподавала рисование в средней школе в Краснодаре.
В 1931 году Е.Скуинь приезжает в Ленинград с целью продолжить художественное образование. Поступить в институт сразу не удалось. Проявив упорство, она устраивается художником на завод имени Сталина (впоследствии Металлический завод имени XXII партсъезда). Одновременно занимается в Институте повышения квалификации работников искусств у Р. Френца и Д. Митрохина. Её учебные работы были замечены А. Осмёркиным, который предложил ей перейти в Институт живописи, скульптуры и архитектуры Всероссийской Академии художеств.
В 1934 году Скуинь приняли сразу на третий курс ЛИЖСА, где она стала заниматься у Семёна Абугова, Генриха Павловского, Дмитрия Митрохина. В 1939 Скуинь с отличием окончила институт по мастерской Александра Осмёркина, дипломная картина — «Занятие кружка, изучающего военно-морское дело». В 1941 году её картина экспонировалась в Москве на выставке дипломных работ студентов художественных вузов и техникумов. Ныне работа находится в собрании Музея Академии художеств в Санкт-Петербурге.
В октябре 1939 года Елена Скуинь была принята в члены Ленинградского Союза советских художников, получив членский билет № 285. В 1940—1941 годах по приглашению профессора Рудольфа Френца работала его ассистентом в мастерской батальной живописи. После начала Великой Отечественной войны с дочерью эвакуировалась в Ленинск-Кузнецкий. Работала художником местного театра драмы имени С. Орджоникидзе, участвовала в оформлении города, а также в выставках художников Кузбасса.
В 1944 году Е. Скуинь вернулась в Ленинград. В 1945—1946 годах преподавала в Средней Художественной школе при ЛИЖСА имени И. Е. Репина, в 1949—1951 годах — на кафедре общей живописи Высшего художественно-промышленного училища имени В. И. Мухиной. Одновременно много работала творчески, участвуя в большинстве выставок ленинградских художников. Писала жанровые картины, портреты, натюрморты, пейзажи. Работала в технике масляной живописи, акварели, рисунка углем. Наибольшего успеха и признания добилась в жанре натюрморта.
Скончалась 12 февраля 1986 года в Ленинграде на 78-м году жизни.

## Творчество
В 1951 году Е. Скуинь оставляет преподавание и переходит на работу по договорам с Ленизо. Именно в этот период натюрморт утверждается в качестве ведущего жанра в её творчестве. Об этом свидетельствуют произведения, показанные ею на весенних выставках ленинградских художников 1954 и 1955 годов, осенних 1956 и 1958 годов. Её натюрморты этого периода (например, «Пионы и вишня», 1956) откровенно постановочные, мастерски срежиссированные, нарядные и торжественные, говорящие о полноте и радости жизни. Художница продолжает работать и в жанре портрета («Почтальон», 1959), пейзажа и тематической картины.
Успешная работа над заказными картинами позволила Е. Скуинь в 1960-е годы совершить ряд творческих поездок в поисках натурного материала, в том числе на родную Кубань. Их результатом стали многочисленные натурные этюды, картины «Табак Кубани» (1962), «В садоводстве» (1962), «Табак», «Садово-парниковый натюрморт» (обе 1964) и другие, а также произошедший поворот собственно в манере авторского письма.
Если в 1940—1950-х годах Елена Скуинь работает в традициях тональной живописи, то с середины 1960-х годов после поездок на Кубань в живописном решении её работ ведущее место отводится декоративному цветовому пятну, задающему характер всей композиции. Для её манеры характерными становятся «яркий насыщенный колорит, изысканность цветовых отношений, широкое письмо, усилившаяся с годами декоративность и приподнятое мироощущение».
Своей вершины выразительность предметного цвета достигает в работах 1971 года «Синие вёдра» и «Натюрморт с красными баллонами». Точно взятое цветовое пятно передаёт форму предметов без светотеневой моделировки, одним лишь силуэтом. При всей лаконичности такого решения созданный образ рождает широкий круг ассоциаций. Цвет предметов, будничных и привычных, приобретает в работах самодостаточное и полумистическое значение. В целом натюрмортам этого периода присущи богатство подтекста, широкая ассоциативность, эмоциональная наполненность. Среди известных произведений Елены Скуинь этого периода работы «Натюрморт с айвой», «Натюрморт с рыбой» (обе 1961), «Бегония», «Лейка и розы» (обе 1964), «Фиалки» (1965), «Натюрморт с кувшином и хурмой», «Голубой натюрморт» (обе 1968), «Ветка абрикоса» (1968), «Глицинии» (1969), «Кружевницы» (1969), «Примулы и цикламены» (1971), «Любимая профессия. Цветоводы» (1975), «Сирень», «Яблони в цвету» (обе 1980) и другие.
В 1970-е годы Е. Скуинь часто обращается к технике акварели. Созданные ею листы, такие как «Натюрморт с пролесками» (1969), «Старый английский фарфор и ананас» (1971), «Красный угол» (1974) и другие позволяют отнести этого мастера к числу выдающихся акварелистов. Владея разнообразными акварельными техниками, она создала яркие запоминающиеся образы близкого современнику предметного мира, передав его эстетическую значимость и наделив душевной теплотой вещи, составляющие наше бытовое окружение.
В 1978 году в залах Ленинградского отделения Союза художников РСФСР прошла первая персональная выставка произведений Елены Петровны Скуинь, приуроченная к её семидесятилетию. В 1989—1992 годах уже после смерти Е. П. Скуинь её работы с успехом были представлены на выставках и аукционах русской живописи L' Ecole de Leningrad и других во Франции. В 2005 году выставка произведений Е. П. Скуинь была показана в галерее «Голубая гостиная» Санкт-Петербургского Союза художников.
Произведения Е. П. Скуинь находятся в музеях и частных собраниях в России, Казахстане, Украине, Латвии, Франции, Италии, Великобритании и других странах.

## Выставки
- 1952 год (Ленинград): Выставка произведений ленинградских художников 1952 года.
- 1953 год (Ленинград): Весенняя выставка произведений ленинградских художников 1953 года.
- 1954 год (Ленинград): Весенняя выставка произведений ленинградских художников 1954 года.
- 1954 год (Ленинград): Выставка произведений ленинградских художников открылась в Государственном Русском музее.
- 1955 год (Ленинград): Весенняя выставка произведений ленинградских художников 1955 года.
- 1956 год (Ленинград): Осенняя выставка произведений ленинградских художников 1956 года.
- 1957 год (Мурманск): Передвижная выставка произведений ленинградских художников 1957 года.
- 1958 год (Ленинград): Осенняя выставка произведений ленинградских художников 1958 года.
- 1960 год (Ленинград): Выставка произведений художников – женщин Ленинграда в ознаменование 50-летия Международного женского дня 8 Марта.
- 1960 год (Ленинград): Выставка произведений ленинградских художников 1960 года в залах ЛОСХ.
- 1960 год (Ленинград): Выставка произведений ленинградских художников в Государственном Русском музее.
- 1961 год (Ленинград): Выставка произведений ленинградских художников 1961 года.
- 1962 год (Ленинград): Осенняя выставка произведений ленинградских художников 1962 года.
- 1964 год (Ленинград): Ленинград. Зональная выставка произведений ленинградских художников 1964 года.
- 1965 год (Ленинград): Весенняя выставка произведений ленинградских художников 1965 года.
- 1968 год (Ленинград): Осенняя выставка произведений ленинградских художников 1968 года.
- 1969 год (Ленинград): Весенняя выставка произведений ленинградских художников 1969 года.
- 1973 год (Ленинград): Натюрморт. Выставка произведений ленинградских художников 1973 года.
- 1973 год (Ленинград): Осенняя выставка произведений ленинградских художников 1973 года.
- 1975 год (Ленинград): Выставка произведений художников-женщин Ленинграда 1975 года.
- 1975 год (Ленинград): Наш современник. Зональная выставка произведений ленинградских художников 1975 года.
- 1976 год (Москва): Изобразительное искусство Ленинграда. Ретроспективная выставка произведений ленинградских художников.
- 1977 год (Ленинград): Выставка произведений ленинградских художников 1977 года, посвящённая 60-летию Великого Октября.
- 1980 год (Ленинград): Зональная выставка произведений ленинградских художников 1980 года.
- 1997 год (Санкт Петербург): Памяти учителя. Выставка петербургских художников — учеников мастерской А. А. Осмёркина.
- 1997 год (Санкт Петербург): Выставка «Натюрморт в живописи 1950—1990-х годов. Ленинградская школа» в Мемориальном музее Н. А. Некрасова.